# Warner Miller
Warner Miller, född 12 augusti 1838 i Hannibal, New York, död 21 mars 1918 i New York, var en amerikansk republikansk politiker.
Han avlade 1860 sin grundexamen vid Union College i Schenectady. Han undervisade sedan i latin och grekiska vid Fort Edward Collegiate Institute. Han deltog i amerikanska inbördeskriget och avancerade till löjtnant. Han blev tillfångatagen och släpptes sedan fri i ett utbyte av fångar.
Han blev en ledande gestalt inom cellulosaindustrin och avancerade till ordförande i American Paper & Pulp Association.
Miller var ledamot av USA:s representanthus 1879-1881 och ledamot av USA:s senat 1881-1887. Han var förlorande kandidat i 1888 års guvernörsval i New York.
Hans grav finns på Oak Hill Cemetery i Herkimer, New York.